# Phaulopsis marcelinoi
Phaulopsis marcelinoi är en akantusväxtart som beskrevs av M. Manktelow. Phaulopsis marcelinoi ingår i släktet Phaulopsis och familjen akantusväxter. Inga underarter finns listade i Catalogue of Life.